# O Beijo da Mulher Aranha
O Beijo da Mulher Aranha (em inglês:  Kiss of the Spider Woman) é um filme américo-brasileiro de 1985 do gênero drama dirigido por Hector Babenco e adaptado por Leonard Schrader através de um romance homônimo escrito por Manuel Puig. O filme é estrelado por William Hurt, Raúl Juliá e Sônia Braga, com José Lewgoy, Milton Gonçalves, Miriam Pires, Nuno Leal Maia, Fernando Torres e Herson Capri no elenco de apoio.
O filme estreou no Festival de Cannes de 1985, onde Willian Hurt ganhou o prêmio de Melhor interpretação masculina e Babenco sendo indicado para a Palma de Ouro, sendo posteriormente lançado nos Estados Unidos em 26 de julho de 1985 e no Brasil em 13 de abril do ano seguinte. O Beijo da Mulher Aranha recebeu elogios da crítica; com Hurt vencendo o Óscar e o BAFTA de Melhor Ator, além do filme ser nomeado ao Óscar de Melhor Filme (perdendo para Out of Africa). Em novembro de 2015, o filme entrou na lista feita pela Associação Brasileira de Críticos de Cinema (Abraccine) dos 100 melhores filmes brasileiros de todos os tempos, ocupando a posição de número 61.

## Enredo
O filme conta a história do prisioneiro político de esquerda Valentín Arregui e Luís Molina, um homossexual efeminado condenado por "corrupção de menor". Os dois dividem uma cela numa prisão brasileira durante a ditadura militar.
Luís relembra, na prisão, um de seus filmes favoritos, um suspense romântico de guerra que também é uma propaganda nazista. Ele tece os personagens do filme numa narrativa que traz conforto a Valentín para distraí-lo da dura realidade da prisão e da separação de sua namorada Marta, a quem ele ainda ama. Valentín permite que Luís penetre sua autodefensiva intimidade e se abre para ele. Apesar de suas discussões sobre a política por trás do filme assistido por Luís, uma improvável amizade se desenvolve entre os dois prisioneiros.
À medida que a história se desenvolve, fica claro que Valentín está sendo envenenado pelos carcereiros para que ele revele o que sabe sobre o seu grupo guerrilheiro. Os agentes da prisão posteriormente prometem uma liberdade condicional a Luís desde que ele consiga arrancar informações de Valentín para as autoridades conseguirem capturar o grupo revolucionário.
Quando Luís se declara apaixonado por Valentin, uma relação sexual ocorre entre os dois na última noite de Luís na prisão. No dia seguinte, Luís é libertado pelos carcereiros, mas é espionado pelos agentes da polícia com o intuito de se descobrir algum paradeiro dos guerrilheiros; antes de sair da prisão, Valentin fornece a Luís um número de telefone e uma mensagem para ser passada aos seus camaradas. A princípio, Luís se recusa a aceitar a tarefa, mas ele cede, despedindo-se de Valentin com um beijo.
Agora fora da prisão, Luís liga para o número de telefone que Valentin lhe passara e marca uma reunião com o grupo revolucionário, mas a polícia secreta, que está o vigiando, surge no local do encontro, originando um tiroteio, com os revolucionários atirando em Luís. Enquanto ele vagueia pelas ruas do centro de São Paulo ferido, a polícia secreta o captura e exige o contato dos guerrilheiros, mas Luís se recusa a passar e morre sem falar uma única palavra. Por ordem do chefe de polícia, os policiais jogam o corpo de Luís em um depósito de lixo e inventam uma história sobre sua morte e sua suposta colaboração com o grupo revolucionário.
Na prisão, Valentín está sendo tratado no corpo médico da penitenciária após ser torturado. Um médico simpático arrisca seu trabalho, administrando-lhe morfina para ajudá-lo a dormir; durante o sono, Valentin sonha que está em uma ilha tropical idílica se encontrando com Marta.

## Elenco
- William Hurt como Luís Molina
- Raúl Juliá como Valentín Arregui
- Sônia Braga como Leni Lamaison / Marta / Mulher Aranha
- José Lewgoy como guarda
- Milton Gonçalves como policial
- Miriam Pires como mãe de Molina
- Nuno Leal Maia como Gabriel, amigo de Molina
- Fernando Torres como Américo
- Patricio Bisso como Greta
- Herson Capri como Werner
- Denise Dumont como Michelle
- Miguel Falabella como tenente
- Ana Braga como Lídia
- Antônio Petrin como Torto
- Wilson Grey como Fiasco
- Cláudio Curi

## Produção

### Desenvolvimento
Como observado na biografia de Puig em 2001, Manuel Puig and the Spider Woman: His Life and Fictions, seu romance El beso de la mujer araña havia sido proibido na Argentina e a edição traduzida para o inglês precedeu uma publicação generalizada em espanhol. O romance foi considerado para uma adaptação cinematográfica por vários diretores, incluindo Rainer Werner Fassbinder. Em 1981, o diretor argentino naturalizado brasileiro Hector Babenco esteve em Los Angeles para receber um prêmio da Associação de Críticos de Cinema de Los Angeles por seu longa-metragem Pixote, a Lei do Mais Fraco; na recepção, o crítico do Los Angeles Times Kevin B. Thomas perguntou a Babenco sobre seus futuros projetos e o diretor mencionou seu desejo de adaptar o romance de Puig, inicialmente previsto para ser estrelado por Burt Lancaster. O ator estava presente no evento e Thomas o apresentou a Babenco.
Quando Lancaster manifestou interesse em atuar numa possível produção, Babenco prometeu enviar-lhe uma cópia do romance. Vários dias depois, o assistente de Lancaster telefonou para Babenco para garantir que El beso de la mujer araña fosse enviado via correio para o ator e o diretor o enviou imediatamente. Os dois se conheceram melhor nas próximas semanas na cerimônia de premiação do New York Critics e Lancaster se comprometeu com o papel de Molina.
Babenco conheceu o produtor americano David Weisman no início de 1982, através de um amigo em comum, para discutir a introdução do "realismo mágico latino-americano" no mainstream. Embora Lancaster tenha se apegado ao romance, dando-lhe uma maior possibilidade de comercialização do filme por sua fama, a narrativa não-tradicional do livro se tornou um desafio para o ator poder se adaptar, além de seu tema homossexual ser encarado como um obstáculo para atrair um público amplo; Babenco, uma vez radicado no Brasil, temia uma reação xenofóbica contra a produção de atores norte-americanos. Obstáculos adicionais à produção incluíram o antagonismo de Manuel Puig em relação a Babenco; o escritor não gostava de Pixote e suspeitava que o diretor fosse um "oportunista".

### Pré-produção
Babenco continuou a desenvolver a trama, apesar das dúvidas do autor, e atraiu potenciais investidores, incluindo o cineasta alemão Frank Ripploh. Richard Gere estava pronto para interpretar Valentin, aumentando ainda mais as expectativas em relação a um eventual sucesso comercial do filme. A socialite da cidade de Nova York Jane Holzer, que apareceu em vários filmes de Andy Warhol e era conhecida por David Weisman, concordou em financiar os custos iniciais de produção, e Leonard Schrader, que havia colaborado com seu irmão Paul Schrader em The Yakuza, foi contratado para escrever o roteiro. No entanto, Babenco permaneceu cauteloso em anglicizar o material de origem e ficou aliviado com a convocação do ator porto-riquenho Raúl Juliá, que substituiu Richard Gere.
Enquanto isso, circulavam rumores na imprensa de que Lancaster tinha uma notória propensão a se vestir como homossexual e Babenco tentou dissipar o escândalo no Festival de Cannes dizendo a um tabloide gay francês que ele não sabia que Lancaster era realmente homossexual quando foi escalado. Embora Babenco pretendesse sugerir que Lancaster não era gay e que sua orientação sexual nada tinha nada a ver com o envolvimento do ator com o filme, sua declaração foi tirada de contexto quando foi publicada e levou a uma investigação mais aprofundada da vida pessoal de Lancaster. Isso, junto com o avanço da idade de Lancaster e uma operação de ponte de safena feita por este em abril de 1983, atrasou a produção, e os cineastas decidiram investir em William Hurt para substituir Lancaster. Na manhã seguinte à aprovação de Hurt, Weisman e Babenco se encontraram com o produtor independente Ray Stark, cuja empresa, Rastar Productions, havia sido adquirida pela Columbia Pictures. Stark concordou em assumir o projeto naquele momento, embora tanto a Rastar quanto a Columbia não são creditadas na produção do filme.
O orçamento esperado para O Beijo da Mulher Aranha de US$ 1 milhão foi financiado em parte pela empresa estatal brasileira Embrafilme, que comprou direitos de distribuição no Brasil por US$ 160.000 na época. Outras despesas técnicas foram financiadas pela HB Filmes, de propriedade de Babenco, e os serviços internacionais de produção foram financiados pela Sugarloaf Films, Inc., de Weisman. A equipe do filme era majoritariamente brasileira, acompanhada por vários artesãos nascidos na Argentina; as filmagens ocorreram em uma penitenciária de São Paulo que havia sido desocupada anteriormente devido à rebeliões de detentos, além de outras sequências serem gravadas nos antigos estúdios da Vera Cruz, então abandonados.

### Roteiro
O cenário do filme foi transferido da Argentina para o Brasil, com o contexto político adicional da então ditadura militar brasileira. A história apresenta um "filme dentro de um filme", com o personagem Luis Molina dizendo episodicamente a Valentin Arregui o enredo de um fictício filme de ficção chamado "Her Real Glory" ("A Verdadeira Glória Dela" em português), produzido ostensivamente na Alemanha durante a Segunda Guerra Mundial pelos nazistas.
Enquanto o romance original faz alusão a cinco filmes, a adaptação cinematográfica se concentra em um único filme de propaganda nazista. A biógrafa de Puig, Suzanne Jill Levine, identificou o filme como uma compilação de várias produções sobre o Terceiro Reich como o estadunidense Paris Underground e o austríaco Die große Liebe, sendo o segundo um filme de Otto Preminger lançado em 1931 estrelado por Zarah Leander como uma cantora de cabaré que se apaixona por um tenente nazista alemão; Leander serviu de inspiração para Leni Lamaison, a personagem central do filme contado por Molina, que recebeu o mesmo nome da atriz de filmes-propagandas da Alemanha Nazista, Leni Riefenstahl.

### Ensaio e filmagens
Durante os ensaios preparatórios, Hurt e Juliá tiveram problemas para encontrar a química necessária para as cenas de seus personagens. Assim sendo, Hurt sugeriu que eles experimentassem trocar de papéis, com Hurt interpretando Valentín e Juliá interpretando Molina; a técnica deu tão certo que Hurt sugeriu a Babenco que os atores deveriam trocar de papéis nas filmagens do filme também. O diretor não aceitou a troca, mas Hurt disse que foi uma experiência muito útil e que isso ajudou os atores a entenderem mais sobre os próprios personagens.
A fotografia principal do filme teve início em 13 de outubro de 1983 em São Paulo, Brasil. Como Babenco não falava inglês fluente, Hurt tomou a direção dele através de um diretor assistente. Hurt e Julia concordaram em trabalhar seguindo a escala de remuneração da Screen Actors Guild e diferiram a maior parte de seus salários por uma participação nos lucros na venda dos direitos de distribuição do filme, bem como em suas bilheterias. Enquanto Babenco e Weisman também trabalhavam para o mesmo "plano de investimento diferido", outros atores, incluindo a atriz brasileira Sônia Braga, optaram por receber o pagamento antecipadamente. Ainda sobre Braga, a atriz não sabia falar inglês na época das filmagens e todas as suas falas tiveram que ser decoradas foneticamente. Durante as filmagens no Brasil, Hurt e um amigo foram sequestrados e ameaçados à mão armada, mas foram libertados várias horas depois.

## Recepção

### Resposta crítica
O Beijo da Mulher Aranha recebeu críticas positivas. O site agregador de críticas Rotten Tomatoes dá uma classificação de 86% de aprovação ao filme com base em comentários de 28 usuários.
Roger Ebert deu ao filme três estrelas e meia em quatro, chamando-o de "um filme cheio de surpresas" e comentando que "as performances [dos atores] são maravilhosas". James Berardinelli deu ao filme três estrelas de quatro, chamando de "um fascinante estudo de personagem". Ao revisar o filme em 2009, Berardinelli afirmou que "[o filme] não perdeu seu encanto ao longo dos anos" e sentiu que O Beijo da Mulher Aranha era mais merecedor da estatueta do Óscar de Melhor Filme do que Out of Africa.

### Desempenho comercial
Dos dois países envolvidos na produção, os Estados Unidos foi o primeiro a estrear o filme comercialmente em 26 de julho de 1985, conseguindo acumular um pouco mais de dezessete milhões de dólares nas bilheterias locais.
No Brasil, O Beijo da Mulher Aranha estreou somente em 13 de abril de 1986 e atraiu mais de um milhão e setecentas mil pessoas aos cinemas.

## Prêmios e indicações
William Hurt ganhou o Óscar de Melhor Ator, com o ator utilizando a palavra em português "saudade" para se referir ao que estava sentindo pelo Brasil em seu discurso de agradecimento; o filme também foi indicado na mesma cerimônia na categoria de Melhor Filme (tornando-se o primeiro filme brasileiro e independente a conseguir tal feito), Melhor Diretor e Melhor Roteiro Adaptado. Assim como no Óscar, Hurt também ganhou diversos prêmios de melhor ator em outras cerimônias como BAFTA e no Festival de Cannes de 1985. O Beijo da Mulher Aranha recebeu o prêmio inaugural Golden Space Needle durante o Seattle International Film Festival. Hurt e Julia ganharam um prêmio conjunto de Melhor Ator pelo National Board of Review.
 Oscar 1986
| Ano  | Categoria               | Notas            | Resultado |
| ---- | ----------------------- | ---------------- | --------- |
| 1986 | Melhor Filme            | Melhor Filme     | Indicado  |
| 1986 | Melhor Diretor          | Héctor Babenco   | Indicado  |
| 1986 | Melhor Ator             | William Hurt     | Venceu    |
| 1986 | Melhor Roteiro Adaptado | Leonard Schrader | Indicado  |

 Festival de Cinema de Cannes 1985
| Ano  | Categoria                    | Notas                        | Resultado |
| ---- | ---------------------------- | ---------------------------- | --------- |
| 1985 | Palma de Ouro (Melhor Filme) | Palma de Ouro (Melhor Filme) | Indicado  |
| 1985 | Melhor Ator                  | William Hurt                 | Venceu    |

 Prêmios Globo de Ouro 1986
| Ano  | Categoria                | Notas                | Resultado |
| ---- | ------------------------ | -------------------- | --------- |
| 1986 | Melhor Filme - Drama     | Melhor Filme - Drama | Indicado  |
| 1986 | Melhor Ator - Drama      | Raúl Juliá           | Indicado  |
| 1986 | Melhor Ator - Drama      | William Hurt         | Indicado  |
| 1986 | Melhor Atriz Coadjuvante | Sônia Braga          | Indicado  |

 BAFTA 1986
| Ano  | Categoria   | Notas        | Resultado |
| ---- | ----------- | ------------ | --------- |
| 1986 | Melhor Ator | William Hurt | Venceu    |

Atualmente O Beijo da Mulher Aranha é reconhecido pela Associação Brasileira de Críticos de Cinema como um dos maiores filmes brasileiros de todos os tempos, integrando a seguinte lista:
- 2016: Os cem melhores filmes brasileiros - #61

## Lançamentos em mídia física
O lançamento em DVD do filme contém um disco bônus com comentários volumosos (acessíveis em inglês por legendas) sobre a produção do filme e sobre as carreiras dos roteiristas, atores e produtores; bem como a história de pós-produção do filme.[carece de fontes?]

### Restauração em Blu-ray
Em agosto de 2021, a Versátil Home Vídeo iniciou no Brasil a pré-venda, em parceria com a Europa Filmes e a HB Filmes, da edição do filme com uma nova restauração que será vendido no box Babenco Essencial - Edição Limitada com uma tiragem de mil cópias junto com mais dois filmes do diretor também restaurados em alta definição: Pixote, a Lei do Mais Fraco e O Rei da Noite. No mesmo ano, o filme também foi incluído na Coleção Hector Babenco - Edição Limitada em DVD junto com mais sete filmes do diretor.

## Outras adaptações
Manuel Puig foi quem primeiro adaptou sua própria obra, no formato de uma peça de teatro. A adaptação, entretanto, só veio após o lançamento do filme.
Após o sucesso do filme, um musical homônimo da Broadway foi produzido em 1993. A peça foi interpretada 904 vezes no Teatro Broadhurst a partir de 3 de maio daquele ano e recebeu três prêmios Tony nas categorias de melhor peça musical, melhor atriz em peça musical (Chita Rivera) melhor roteiro de peça musical e melhor trilha sonora de peça musical.